# Kanakh
Kanakh (persa: كنخ) es un pueblo del distrito rural de Dezhgan, dentro del distrito de Mehran, condado de Bandar Lengeh, provincia de Hormozgan, Irán.

## Demografía

### Población
En el momento del censo nacional de 2006, la población del pueblo era de 1.490 habitantes en 275 hogares, cuando pertenecía al Distrito Central. En el censo de 2011 contaba con 1.868 personas en 458 hogares, momento en el cual el distrito rural se había separado del distrito central para integrase en el distrito de Mehran. El censo de 2016 dio una población para este pueblo de 2240 personas en 579 hogares. Era el pueblo más poblado de su distrito rural..